# جيمس إيرفين (سياسي)
جيمس إيرفين (بالإنجليزية: James Irvin) هو خبير بالمعادن وسياسي أمريكي، ولد في 18 فبراير 1800 في مقاطعة سنتر في الولايات المتحدة، وتوفي في 28 نوفمبر 1862 في مقاطعة شيلكيل في الولايات المتحدة. نشط حزبياً في حزب اليمين. وقد انتخب عضو مجلس النواب الأمريكي.